# Brentford FC
Brentford Football Club este un club de fotbal din Brentford, Anglia, care evoluează în Premier League. 
Clubul este poreclit „The Bees” (Albinele). Porecla a fost creată neintenționat de studenții Colegiului Borough Road în anii 1890, când aceștia au participat la un meci și au strigat cântecul colegiului „buck up Bs” (Hai B-ii - de la inițiala numelui echipei) în sprijinul prietenului lor și jucător de la Brentford, Joseph Gettins. Ziarele locale au auzit greșit cântecul ca „Buck up Bees” (Hai Albinele) și porecla a rămas.
Clubul a fost fondat în 1889 și a jucat meciurile de acasă pe stadionul Griffin Park din 1904, înainte de a se muta la Gtech Community Stadium în 2020. Brentford a jucat inițial fotbal de amatori înainte de a intra în Liga Londrei în 1896 și a terminat ca vicecampioană în Divizia a II-a, ajungând în Prima Divizie și ulterior, în 1898, au promovat în Liga de Sud. Aici au câștigat Divizia a doua a Ligii de Sud în 1900–01 și au fost aleși să participe în Liga de fotbal în 1920. Brentford a câștigat titlul în Divizia a treia de Sud în 1932–33 și titlul Diviziei a II-a în 1934–35. Clubul s-a bucurat de o perioadă de succes în clasamentul fotbalului englez, ajungând pe locul cinci în Prima Divizie, în 1935-1936, cea mai bună clasare înregistrată vreodată în prima ligă. Au urmat însă trei retrogradări care au dus echipa până în Divizia a Patra în 1962. Au devenit campioni în Divizia a patra în 1962–63, dar au retrogradat în 1966 și din nou în 1973, după ce a reușiseră promovarea în 1971–72. Brentford a petrecut 14 sezoane în Divizia a treia, după promovarea din 1977–78 și a câștigat titlul în Divizia a treia în 1991–92, dar a retrogradat din nou în 1993.
Brentford a retrogradat în eșalonul al patrulea în 1998 și a obținut promovarea în sezonul 1998–99. A retrogradat din nou în 2007 dar a câștigat Liga a Doua în 2008–09 și apoi a promovat din Liga Unu în 2013–14. În Championship, au ajuns în play-off în 2015 și 2020, însă de fiecare dată au ratat promovarea în Premier League. În cele din urmă, în 2021, Brentford a câștigat finala playoff-ului din Championship și a promovat la cel mai înalt nivel pentru prima dată după sezonul 1946–47.
Principalii lor rivali sunt cluburile Fulham și Queens Park Rangers din vestul Londrei.
Clubul Brenford are și o secțiune de fotbal feminin: Brentford Women.

## Jucători

### Lotul actual
La 21 iulie 2025.
| Nr. |                           | Poziție | Jucător            |
| --- | ------------------------- | ------- | ------------------ |
| 1   | Republica Irlanda         | P       | Caoimhín Kelleher  |
| 2   | Scoția                    | F       | Aaron Hickey       |
| 3   | Anglia                    | F       | Rico Henry         |
| 4   | Țările de Jos             | F       | Sepp van den Berg  |
| 5   | Jamaica                   | F       | Ethan Pinnock      |
| 6   | Anglia                    | M       | Jordan Henderson   |
| 7   | Germania                  | A       | Kevin Schade       |
| 8   | Danemarca                 | M       | Mathias Jensen     |
| 9   | Brazilia                  | A       | Igor Thiago        |
| 10  | Anglia                    | M       | Josh Dasilva       |
| 11  | Republica Democrată Congo | A       | Yoane Wissa        |
| 12  | Islanda                   | P       | Hákon Valdimarsson |
| 13  | Anglia                    | P       | Matthew Cox        |
| 14  | Portugalia                | M       | Fábio Carvalho     |
| 15  | Nigeria                   | M       | Frank Onyeka       |
| 17  | Țările de Jos             | M       | Antoni Milambo     |
| 18  | Ucraina                   | M       | Yehor Yarmolyuk    |
| 20  | Norvegia                  | F       | Kristoffer Ajer    |

| Nr. |                            | Poziție | Jucător                 |
| --- | -------------------------- | ------- | ----------------------- |
| 21  | Anglia                     | F       | Jayden Meghoma          |
| 22  | Republica Irlanda          | F       | Nathan Collins          |
| 23  | Anglia                     | M       | Keane Lewis-Potter      |
| 24  | Danemarca                  | M       | Mikkel Damsgaard        |
| 25  | Anglia                     | M       | Myles Peart-Harris      |
| 26  | Turcia                     | M       | Yunus Emre Konak        |
| 27  | Germania                   | M       | Vitaly Janelt (căpitan) |
| 28  | Anglia                     | M       | Ryan Trevitt            |
| 30  | Danemarca                  | F       | Mads Roerslev           |
| 32  | Anglia                     | M       | Paris Maghoma           |
| 33  | Italia                     | F       | Michael Kayode          |
| 36  | Coreea de Sud              | F       | Kim Ji-soo              |
| 39  | Brazilia                   | A       | Gustavo Nunes           |
| 43  | Anglia                     | F       | Benjamin Arthur         |
| 45  | Anglia                     | A       | Romelle Donovan         |
|     | Anglia                     | P       | Ellery Balcombe         |
|     | Statele Unite ale Americii | P       | Julian Eyestone         |